# Susanne Wallner
Susanne Wallner född 8 april 1961 är en svensk före detta friidrottare (långdistanslöpare). Hon tävlade för först Dalregementes IF och senare Spårvägens FK.

## Personliga rekord
| Utomhus - 3 000 meter – 10:01,72 (Karlskrona 24 maj 1998) - 5 000 meter – 16:47,6 (Helsingfors, Finland 23 augusti 1996) - 5 000 meter – 17:14,89 (Stockholm 26 juli 1998) - 10 000 meter – 33:51,59 (Karlskrona 9 augusti 1996) - 10 000 meter – 33:51,69 (Karlskrona 9 augusti 1996) - Maraton – 2:57:18 (Stockholm 7 juni 1998) |